# Monna Rosa (Rossetti)

Monna Rosa  é uma pintura a óleo sobre tela do pintor e poeta inglês pré-rafaelita Dante Gabriel Rossetti, completada em 1867, a segunda do autor retratando Frances Leyland, a esposa do magnata armador e colecionador de arte Frederick Richards Leyland (1831-1892), pintura que se encontra actualmente numa coleção particular.
Rossetti havia pintado antes, em 1862, o retrato da mesma senhora num quadro de menores dimensões (imagem em baixo) cuja localização é actualmente desconhecida.
Frederick Leyland tinha Monna Rosa e cinco outras pinturas de Rossetti no salão da sua residência.

## Decrição e história
Rossetti escreveu a Frederick Leyland acerca da pintura em 1867:

O retrato da Sra Leyland está muito avançado e muito alterado em todos os aspectos, dado que mais uma vez o alarguei consideravelmente! Começar uma pintura como uma miniatura de bolso parece ser a minha regra na arte. O quadro tem agora 73,6 x 53,3 cm medidos à vista... . Dei à figura um vestido branco e dourado rodado, que lhe fica muito bem e se ajusta à cabeça perfeitamente. Acho que o melhor é designar a pintura de novo Monna Rosa, e adotar os versos de Poliziano que se adaptam perfeitamenteː
Con manto d'oro, collana ed anelli,
Le piace aver con quelli
Non altro che una rosa ai suoi capelli.
Assim, a senhora, ricamente vestida, está a cortar uma rosa para pôr no seu cabelo, e o tratamento da figura em conformidade.
Rossetti pediu a Leyland para devolver a pintura para reformulação que foi em breve concluida em 03 de dezembro de 1873 em Kelmscott.
Quando estava a pintar Monna Rosa, Rossetti apresentou o pintor James Whistler a Leyland. O lenço pendurado com penas de pavão e a porcelana chinesa azul e branca de Monna Rosa (que provavelmente tem refletido o proprio Pintor, para além da janela enquanto fonte de luz) são semelhantes aos temas do quadro The Peacock Room (O Quarto do Pavão) que Whistler pintou mais tarde para Leyland.
Monna Rosa foi uma das primeiras das dezoito pinturas que Leyland encomendou a Rossetti, sem contar com as encomendas não satisfeitas. Logo após a entrega desta pintura, pensaram na hipótese de um tríptico de Rossetti, que acabou por ser formado com Mnemosine, The Blessed Damozel e Proserpine. Três outras pinturas de Rossetti foram colocadas no salão da residência de Leyland às quais este apelidava de "encantadoras."

## Recepção e crítica
Henry C. Marillie descreve a pintura em 1904 como um "quadro pequeno, mas bonito" e um "estudo numa cor bela." Vermelho e ouro fazem destacar as rosas, o vestido  jóias e cabelo de Leyland, assim como o vaso de flores e o tecido com penas de pavão em fundo. Linda Merrill tem maior consideração pela obra tendo escrito que esta é "mais uma pintura de quotidiano do que um retrato, com adereços de estúdio para realçar o tema da beleza sem um propósito definido, tais como um extravagante lenço cravejado com penas de pavão e um pote azul e branco no padrão "espinheiro" favorito do artista."

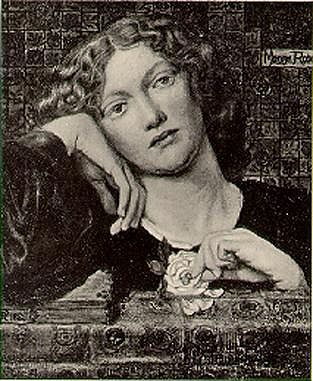
Fotografia (nos seus primórdios) da versão de 1862 de Monna Rosa.

Num ponto de vista moderno, Jessica Feldman destaca o azul e branco do pote chinês "que se tornou o emblema do próprio esteticismo." O pote não deve ser visto apenas como decoração, mas reflete as texturas do vestido, das rosas e da tela. Recorda a paixão de colecionador de Rossetti por utensílios orientais e até mesmo a sua propensão para a tradução - neste caso, traduzindo um pote chinês numa pintura inglesa.